# Sileno ebbro (van Dyck)
Il Sileno ebbro è un dipinto a soggetto mitologico di Antoon van Dyck che prende spunto da dipinti simili di Rubens.